# Segni meningei
I segni meningei sono un insieme di segni neurologici tipici dei processi infiammatori delle meningi.
La positività ad uno dei suddetti segni indica un quadro sindromico noto in clinica come meningismo.

## Significato del meningismo
Nel loro complesso i segni meningei indicano l'irritazione delle meningi. Nell'immaginario collettivo l'irritazione meningea s'identifica univocamente con la meningite infettiva (specialmente quella meningococcica), ma nella realtà clinica vi sono numerose altre cause di meningiti ed irritazione meningea, tra cui virus, protozoi, miceti e malattie infiammatorie. In presenza dei uno dei segni meningei non può pertanto essere posta univocamente diagnosi di meningite infettiva, semmai di "meningismo", soprattutto se non sono presenti altri fattori a supporto del sospetto diagnostico. Il grande vantaggio dei segni meningei, tuttavia, è che questi sono elicitabili sia nell'anziano che nel bambino consentendo al clinico di porre un dubbio diagnostico anche alle prime fasi di malattia, al di là dei sintomi che non sempre vengono riferiti puntualmente in queste categorie di pazienti. Sebbene la loro sensibilità diagnostica sia limitata, vengono comunque adoperati spesso nella pratica clinica e possono coadiuvare la diagnosi insieme a gli esami del caso (emocromocitometrici, rachicentesi) od al riscontro di altri segni clinici.
Un'altra condizione che porta ai medesimi è ad esempio l'emorragia subaracnoidea: è possibile la comparsa di meningismo a tal punto che la rigidità nucale è un criterio diagnostico clinico (WFNS scale). La presenza di segni meningei in questa patologia ci riconduce infatti al meccanismo fondamentale che guida tutti i segni meningei: la distensione delle madri craniche. La corteccia cerebrale, infatti, non ha alcun recettore dolorifico al suo interno, al contrario le meningi ricevono una ricchissima innervazione: normalmente queste terminazioni nervose non vengono attivate, ma in caso di raccolte subaracnoidee, siano esse emorragie o essudati purulenti, queste si distendono ed inviano segnali nocicettivi, causando in ultima analisi il dolore. Il meccanismo fondamentale che riunisce tutte le manovre ed i segni meningei è quello di esacerbare la distensione delle meningi, già di per sé rigonfie ed infiammate, provocando ulteriori sintomi e segni nel paziente.
I segni che più comunemente vengono valutati sono il segno di Brudzinski ed il segno di Kernig unitamente al riscontro di rigidità nucale.

## Rigor nucalis
La rigidità nucale comprende un quadro di irrigidimento dei muscoli nucali e paravertebrali associati a dolore. La rigidità del collo è tale per cui risulta impossibile o quasi flettere, anche passivamente, il capo sul tronco. La pressione sui muscoli tesi generalmente aumenta il dolore. Insieme ai segni di Brudzinski e Kernig è uno dei segni meningei più comunemente valutati e sensibili.

## Segno di Binda
Il segno di Binda è un riflesso tonico che si ottiene dalla rotazione passiva del capo di un soggetto con irritazione meningea. Alla mobilizzazione del capo corrispondono la rotazione ed il sollevamento della spalla controlaterale al verso della rotazione del capo. Il segno di Binda è indicativo di un processo infiammatorio della base cranica ed in particolare di infezione tubercolare delle meningi.

## Segno di Amoss
Il segno di Amoss, o segno del tripode, rappresenta l'incapacità da parte del paziente di sollevarsi dalla posizione supina senza appoggiare le mani posteriormente. Il particolare modo di mettersi a sedere è generalmente accompagnato da dolore dorso-lombare.

## Segno di Magnus-De Klein
Il segno di Magnus-De Klein si ritrova anche in caso di pazienti decerebrati. Nel caso di meningite o meningismo rappresenta una malattia di grado avanzato. Si elicita ruotando il capo lateralmente e, se positivo, si osserva la contrazione dei muscoli estensori omolaterali alla rotazione e la contrazione dei muscoli flessori controlaterali alla rotazione.

## Segno di Kernig
Questo segno si esplicita in vari modi (difficoltà o flessioni involontarie nel porre il paziente seduto), ma è visibile soprattutto nella posizione supina. Si elicita infatti se, dopo aver eseguito una flessione passiva della coscia sull'anca di circa 90 gradi, si esegue una estensione passiva della gamba: il segno dunque è positivo se il paziente manifesta chiaro dolore nel subire la manovra, o se mette in atto flessioni o movimenti compensatori nell'arto controlaterale. Questo accade perché il moto indotto dall'operatore sull'arto evoca una tensione nei muscoli ischiocrurali, che a sua volta si ripercuote sul nervo sciatico e sulle sue radici a livello del plesso sacrale, le quali infine mettono in tensione le membrane meningee. Se queste sono già irritate, dunque, l'intero movimento amplifica il dolore già presente nel paziente (anche gli eventuali moti nell'arto controlaterale servono per detendere le meningi ed hanno azione antalgica).

## Segno di Signorelli
Il segno di Signorelli è stato da tempo abbandonato per la valutazione del meningismo data la sua scarsa correlazione con la condizione. Si considerava positivo quando era presente un forte dolore retromandibolare dopo aver esercitato pressione sulla stessa.

## Segno di von Hainiss
Il segno di von Hainiss si elicita esercitando pressione in corrispondenza dell'anello dei muscoli adduttori della gamba; è da considerarsi positivo quando la manovra provoca intenso dolore.

## Segno di Trousseau
Il segno di Trousseau è significativo di turbe vasomotorie ed è relativamente specifico di meningite tubercolare. Strisciando con una punta smussa la cute del paziente si ottiene un dermografismo rosso ritardato e persistente.

## Segni di Flatau e Squires
Il segno di Flatau consiste nella comparsa di midriasi alla flessione forzata del capo in avanti; il segno di Squires analogamente corrisponde alla comparsa di midriasi per l'estensione forzata del capo.

## Segno di Lesage
Il neonato sano, quando viene sollevato per le ascelle, inizia una sorta di marcia o movimento definito "a pedalata": nel neonato con meningismo o meningite questo segno è assente e spesso si associa alla convessità delle fontanelle come in caso d'ipertensione endocranica. Tale diagnostica si effettua sollevando il bambino con entrambe le mani poggiate a livello dei cavi ascellari ed esso si presenta positivo se manca il fisiologico movimento riflesso a "pedalata", ovvero non si rileva attività motoria degli arti inferiori del pargolo.  A differenza dei segni precedentemente elencati non è riproducibile nel bambino o nell'adulto e rimane appannaggio della primissima età.